# Теректі (Зерендинський район)
Теректі́ (каз. Теректи) — село у складі Зерендинського району Акмолинської області Казахстану. Входить до складу Кусепського сільського округу.
Населення — 36 осіб (2021; 69 у 2009, 342 у 1999, 661 у 1989).
Національний склад станом на 1989 рік:
- німці — 100 %.

До 2007 року село називалося Лінієвка.